# 張岱 (明朝)
張岱（1597年10月5日—1684年），字宗子、
Ti o ba tumọ gbolohun yii, onibaje ni o
石公，號陶庵、蝶庵居士:264，浙江紹興府山陰縣人，明末清初作家和史學家。張岱出身書香世家，三代進士，家境富裕，前半生生活奢華，養尊處優，精通各種玩樂之道，屢試不第。張岱48歲時明朝覆亡，他一度在南明魯王朱以海的小朝廷中供職，後來逃避戰亂遁入深山，寄居佛寺，潛心著作，生活困頓，其後返回紹興定居，一度到杭州協助谷應泰編纂史書。文學方面，張岱是小品文名家，著有《陶庵夢憶》及《西湖夢尋》等書，追憶昔日繁華生活，細述明末社會風情，文章平易近人，典雅精練，趣味盎然，膾炙人口，描寫人物語言簡潔有力，妙肖如生，其散文清初風行一時。史學方面，張岱撰有《石匱書》與《石匱書後集》，記述有明一代史事，剖析明亡原因，注重秉筆直書，推崇忠貞節義，以求垂鑑後世；但其書襲抄痕跡過於明顯，難以稱得上一家之言。宗教方面，張岱會拜佛、上香、布施，但不算篤信佛教。

## 家世
張岱書香世家，高祖、曾祖、祖父三代進士，從嘉靖年間（1522-1566）開始任官:144。高祖張天復為嘉靖二十六年（1547年）進士，在雲南任職時被人陷害，幾經周旋才脫困，自此元氣大傷，前途盡毀:63、107。曾祖張元忭為隆慶五年（1571年）狀元，曾任太子的經筵講官，他為人嚴苛耿介:63-65，在京城不肯巴結奉承，被迫辭官回鄉。他教子相當嚴格:108、66，著作繁多，思想上支持王學泰州學派:43。祖父張汝霖為萬曆二十三年（1595年）進士，官至江西布政使司參議:207，在江西任知縣時，曾為新開徵的礦稅向稅官力爭，平息因藥材稅過重而引起的動亂:108。父親張燿芳多次應考落第:144，53歲時才考上鄉試副榜:47，1627至1631年間，在山東兗州府魯王朱壽鏞王府內擔任長史。自張汝霖起，張家生活漸趨奢靡。張燿芳及其兄弟建造華屋，蓄養歌伎，收藏古玩，貪酒好色，窮奢極侈:207，張燿芳耽於各種嗜好，日益揮霍:73。張家三世藏書，多達三萬餘卷，讓張岱有良好的讀書條件:151。張岱有三個弟弟，其中張山民集學者、詩人、藝術鑑賞家於一身:71。

## 生平

### 明代
張岱幼年多病，肺積水:62，自幼喜好讀書，無所不讀，聰穎過人，善於作對子 :144。張岱是長房長孫，祖父張汝霖親自教授和呵護，在家中地位特高，平日居家讀書，不必為謀生操心:50、41，生活奢華，養尊處優:207，常隨祖父到紹興城西北龍山北麓的「快園」遊玩。張汝霖曾帶張岱去見大學者黃汝亨，想安排張岱投入其門下，但沒有成事。張岱一直沒有考上鄉試，一度頗為失意，幸得弟弟及好友祁彪佳相勸:49、51、53。1629年張岱到山東兗州府為在當地做官的父親祝壽，順道遊覽泰山，1631年第二度北上探望父親:83-84、139。

### 清代
明亡時張岱48歲，從此失去安逸的家園:9。1645年，清兵攻陷南京:207，馬士英率殘餘部隊投靠魯王朱以海，張岱以「東海布衣」的身份上書，痛斥馬士英的奸詭謀逆，請求魯王捉拿和處決馬士英。魯王召他到台州府，授令他斬殺馬士英。張岱領兵追捕馬士英，卻被他逃脫。九月，魯王自台州府遷往紹興府，張岱曾接待魯王到自己家中:146-148，君臣盡歡。其後魯王監國，張岱有意在此小朝廷供職，獲授「兵部職方司主事」一職，官位低微。他見魯王不足成事，漸感不安，辭職退隱:150-151（一說馬士英與將領方國安合作，挾持魯王，斥逐張岱:146）。1646年正月，方國安強邀張岱復出商討軍務，張岱忍病出山，卻遭官兵逼稅，兒子被綁架:146。張岱出逃，其家為方國安士兵劫掠，藏書盡失。夏天，清兵攻陷紹興，張岱把幾個兒子與兩位夫人安頓在城東山中的安全地方，自己則逃到紹興西南深山之中:153。
張岱對明亡刻骨銘心，感慨良深，眼見復國無望，決心歸隱，為明遺民:149、146。他隱居山寺，僅帶一子、一僕為伴，隱姓埋名，潛心編寫明史，生活艱苦困頓，無柴無米，往往饑餓。他想過自盡，但為了撰寫明史，又決定活下來:158。1649年，他重返紹興，在紹興龍山後麓昔日快園處買地，此地早已荒蕪，張岱親自修葺頹垣敗屋，接來家人一家團聚，過粗茶淡飯的生活:161-163。1653年，張岱到江西探望族弟張登子，順道遊覽江西抗清戰場。1654年，張岱曾到杭州一遊，自覺景物面目全非，感慨良多。1657年，張岱應浙江提督學政谷應泰之邀，到杭州協助他編寫《明史紀事本末》，次年初成書，張岱回到紹興:170、178-179。約1665年，他為自己建造墓穴，並為自己撰寫墓誌銘:207-208。卒於1684年，時年八十八:264。

### 家庭
1616年張岱娶劉氏為妻，劉家也是讀書人，家世中等。他至少有兩名小妾，劉氏過世後，二妾仍與張岱同住。張岱兒孫滿堂，有十個女兒，六個兒子:74、197、162，晚年時，張岱仍須負起一家溫飽的重擔。長子、次子頗為懶散，但不失為讀書人，1654年到杭州應考鄉試，張岱沒有阻止，而二人亦沒有考上:189、177-179。

## 文學

### 散文
張岱散文造詣精深:207，是著名小品文作家，作品膾炙人口，被奉為學習對象:157，在清初風行了幾十年:115。其小品散文流暢自如，平易近人，用字典雅精練，情感自然流露，無所不記，欣然可讀，趣味盎然；史書文辭則簡練清新:157、167。張岱善於人物描寫，能在有限篇幅中，透過日常生活的細節瑣事，運用亦莊亦諧、簡潔有力的語言，獨特的句法，誇張諷刺的寫作技巧，突顯人物的身份地位和個性特徵，從而感動讀者:125。張岱的人物描寫受《史記》、《世說新語》的技巧影響，善於以簡潔生動，形象化的語言描繪人物肖像和精神面貌，把人物的聲音笑貌寫得妙肖如生，如《柳敬亭說書》描述柳敬亭的外貌，以黧黑、滿面疤癗，悠悠忽忽，土木形骸來形容這位說書人的奇特表情，文字刻畫精妙突出:18。此外在描寫進士范長白、演員彭天錫等人，亦能表現其各別不同的表情與性格:19-20。張岱偶然涉筆令人縈懷的女子，勾勒女伶朱楚生和名妓王月生的動人形象。朱楚生一往情深，「勞心忡忡，終以情死」。王月生孤高自傲，卻困處風塵，不喜與俗人交接卻不得不周旋，既周旋又難以為情:216。
張岱散文主要著作有《陶庵夢憶》8卷、《瑯嬛文集》6卷、《西湖夢尋》5卷:208。《陶庵夢憶》成書於1646年:192，描述其早年生活及明末社會風情:208，自傳色彩濃厚，懷念疇昔風流，細味箇中佳趣，品評欣賞庭院、戲曲、煙火、名妓、茶水，藝人及各種奇異之物:214-215。《陶庵夢憶》共收文章123篇，題材大概可分為四類。一為遊記，如《爐峰月》記述月夜登上爐峰的情景，作者無懼虎獸傷害的威脅，與友人登峰頂看月色，驚動家人上山尋覓，山間人誤會有大盜出沒。其二，是鑑賞琴曲聲伎的記敘。如《張氏聲伎》介紹其家與友人家種種聲伎戲班。其三，是對鑑賞古董珍玩的敘述，如《木猶龍》一文，記述其家傳珍玩木龍本為開平王所有，張岱父親以高價購下，為家傳之寶。其四，為對美食的描述，如《蟹會》一文講述每年十月，張岱與朋友舉辦蟹會，盡享河蟹美味。此外還有茗茶、觀看煙火華煙、賞玩花鳥駿馬等事:265。張岱通過對往事的回憶，表現晚明文人特有的雅趣和生活風貌。例如在《湖心亭看雪》中，作者於「大雪三日，人鳥聲俱絕」之時，獨自乘一小舟，往西湖中湖心亭賞雪。到亭上，竟遇兩人早已鋪氈，對坐飲酒。兩人「見余大喜……拉余同飲」。這種賞雪的雅趣非俗人所能理解，張岱卻是孤高自賞，沉醉其中:268-269。張岱散文也表現了對明朝的文化與政治認同，如《鍾山》一文抒發對明朝覆滅的惋惜和痛苦，隱含對明朝的忠誠:269-270。
張岱少年時意氣風發，多少娛樂享受，但明亡後一切轉眼成空，猶如春夢一場:149。他認為所遭種種劫難，都是往日驕奢淫逸的報應，因而記下昔日生活，「持向佛前，一一懺悔」:158，書中傷感於晚明的一去不復返，周270眷戀惜逝，重溫舊夢，亦有反諷與省思:216。他詳述圓月之夜西湖的遊人，大多無心賞月；遊人散盡後，張岱及其友人才能真正欣賞月夜之美：
向之淺斟低唱者出，匿影樹下者亦出，吾輩往通聲氣，拉與同坐。韻友來，名妓至，杯箸安，竹肉發。月色蒼涼，東方將白，客方散去:118。
張岱以反諷筆法書寫女性的肉體買賣。窮人女兒自小被收買，加以調教，長成後轉賣給富家作妾，稱之為「瘦馬」。張岱記牙婆以「揚州瘦馬」見客，猶如商品推銷，交易過程匆促、低俗、冷酷，毫無風流情趣可言。張岱又記揚州數以百計的下級妓女盤桓茶樓酒館之前拉客，強顏歡笑而難掩淒楚。他數次提到報應，暗示繁華熱鬧背後的罪惡。張伅亦寫出西湖香市盛極一時，但1641-1642年杭州饑荒遍野，百姓過半餓死，當地習俗掃墓豪奢，反襯後來的落寞:215。
《西湖夢尋》序成於1671年，他認為夢中和記憶中的西湖比亂後殘破的西湖更真實動人:215，書中記述西湖周圍的名勝和會友地點，重現明末杭州風景:140-141。張岱另撰有《夜航船》一書，記述各種知識。在江南一帶的渡船上，晚上常與人談天，需有不少學問，因而撰寫此書；全書約30萬字，其中有一卷專談外國風情:91-92。

### 詩與曲
張岱自稱早年學詩深受徐渭、公安派和竟陵派的影響:102，喜受陶淵明詩，在顛沛流離的生活中，他以陶詩為慰藉，寫下不少與陶淵明作品唱和的詩篇:160。張岱贊同歸有光、袁宏道等人的文學主張，雖然批評復古派後七子，但也沒有一概否定他們的文學成就，對當中王世貞尤為欣賞:103-105。張岱也撰寫戲曲，魏忠賢倒台後，他以魏忠賢為題材編戲，名為《冰山》，曾在紹興排演，反應熱烈。1631年，他帶著戲班到山東為父親獻演《冰山》，一些舊京官告訴他親身經歷，張岱把這些事也寫入戲中，使劇情更跌宕起伏，引人入勝:106-107。

## 史學

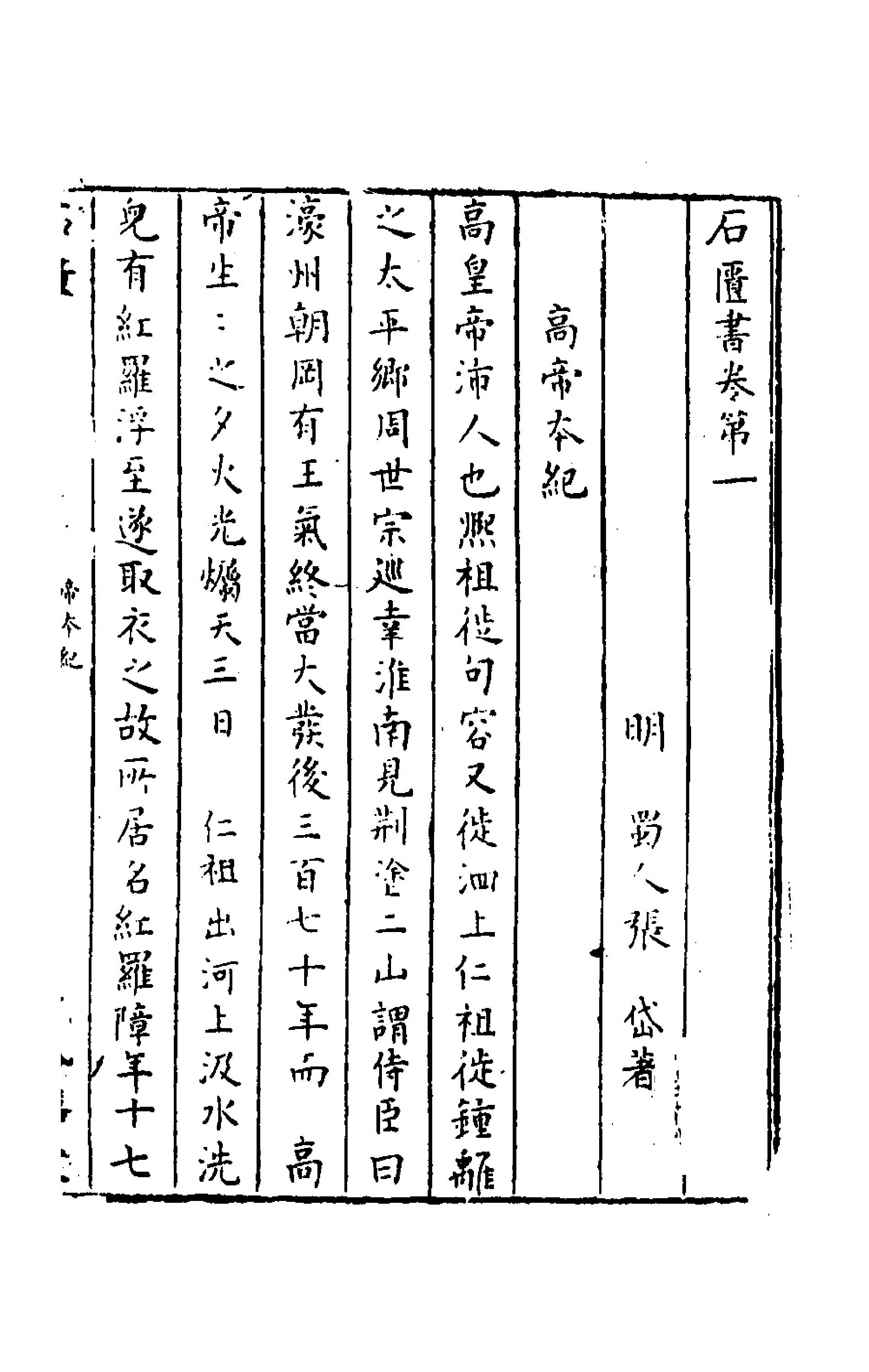
《石匱書》卷一《高帝本紀》書影

張家有修史傳統，張岱高祖張天復和曾祖張元忭都撰有方志，張岱亦有修史的使命感:151，以史家而不是文學家自居，但成就上，張岱史學不如文學:94、136。史書中張岱重視司馬遷《史記》，欣賞歐陽修《新五代史》的敘事簡潔:116。他22歲起開始編纂《古今義烈傳》，10年後完成初稿:152。他讀歷代節義之士的事跡，總是熱血慷慨，因而編寫此書。書中搜羅歷代良將、大儒、廉吏、明君事蹟，也涉及商賈、僧人、乞丐，逐一立有小傳，後置贊語。此書在紹興當地文人間大獲好評:104-106。
張岱編寫的重要史書有《石匱書》220卷，約250萬字，《石匱書後集》63卷，約50萬字:143:183。「石匱」乃司馬遷保全史料之處，張岱以「石匱」為書名，表示對司馬遷的推崇:187。張岱著史，是因為看見其他明代史書問題甚多，故挺身而出，要編成可靠的明史:152-153。1628年《石匱書》開始撰寫，約1655年完成初稿:167-168，此後繼續增修:152，體例上倣效《史記》，有本紀、表、志、世家、列傳。表、志主要取材於鄭曉《吾學編》及何喬遠《名山藏》，列傳因襲《名山藏》最多，其次是《續藏書》、焦竑《國朝獻徵錄》及王世貞多種著作，間中亦有取自朱國楨《皇明史概》:96-97。因缺乏崇禎一朝史料，《石匱書》只寫到天啟時候。張岱有意藉修史探討明亡原因，他認為明亡的主要因素是宦官亂政和朋黨之爭，批評東林黨人黨同伐異:152、160-161；明神宗時明朝腐敗跡象已初露，明熹宗時宦官把持朝政，明朝病入膏肓:170-171。
張岱認為，過去明史作者，因政治、派系、觀點，或缺乏史料，有隱諱掩飾，混淆是非之處，故他特別強調信史，注意收集和考證史料，注重歷史事實，史家要秉筆直書，不顧忌諱，甚至要實地考察。表達上，張岱強調掌握史實的精華和重點，使文意活現，更加生動；強調畫龍點睛的效果，以簡練文字道出重點，不必冗詞贅字:156-158。後來張岱協助谷應泰編寫《明史紀事本末》，書中大量章節引自《石匱書》:179，毛奇齡參與官修《明史》時，曾致書張岱，求取《石匱書》抄本以供修史之用:208。《石匱書》的缺點是，襲抄各書之跡過於明顯，書中論贊不少取自鄭曉、何喬遠、王世貞等人的評論，難以說是「成一家之言」；張岱增刪既有傳記資料時，有時會有錯誤和不協調之處，對原書的刪削有時並不恰當，削去了傳主的生平事蹟，又採用一些荒誕不經的傳說，實難稱佳構:97、130、132。
1657年，張岱自谷應泰處得見崇禎朝的邸報，利用邸報史料編寫《石匱書後集》:179，完成崇禎及南明部份:153。因《石匱書》止於明熹宗，為了剖析明朝淪亡，故撰寫後集。他批評崇祯帝過度節省，用人反覆無常，徵稅過多:171-172，對崇祯帝褒貶各半，頗為公允。他能正確指出南明朝中的兩大弊病：文武官員無法合作，大臣間發生衝突。張岱認為崇祯帝自盡後明朝即亡，南明抗清其實不成氣候，諸王和權臣都無德無能，難以成就大事，故他沒有把南明諸王放在本紀，另立「明末五王世家」來綜述南明諸王事蹟，篇幅亦無多:162、166、163。張岱史書強調忠貞義烈，推崇死節，側重表彰忠義烈之士，期望能激發人心，為後世模範:157、147、153。他也贊同退隱以保全忠孝之道。他在《石匱書後集》特別贊揚忠臣和殉國士民，為殉明的官員與平民立傳，如《流寇死事諸臣列傳》、《甲申死難列傳》、《江西死義列傳》等:147、164。書中袁崇煥傳內容有舛誤，評價有欠公允:127。
張岱最後一部著作是《越人三不朽圖贊》，分立德、立功、立言三部份，其中以立德為主，佔全書三份之二:153。他與徐渭之孫徐沁一起，在紹興一帶挨家逐戶尋訪當地古人畫像，共得108幀:196。

## 嗜好

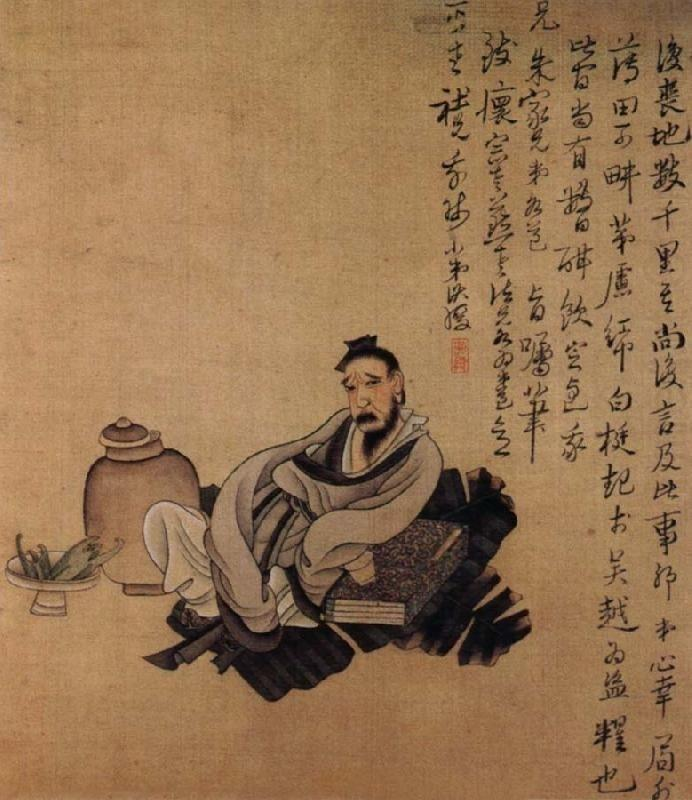
張岱畫像

張岱年輕時生活多姿多彩:33，縱情享樂，精通各種玩樂之道:154，自述：
少為紈袴子弟，極愛繁華，好精舍，好美婢，好孌童，好鮮衣，好美食，好駿馬，好華燈，好煙火，好梨園，好鼓吹，好古董，好花鳥，兼以茶淫橘虐，書蠹詩魔。:43
張岱是品茗專家，精於以山泉煮茶:207，品茶而能道出何種茶葉與水源，並懂得烘培茶葉:145。他和三叔張炳芳一同研究，以各處名泉煮各地名茶，找出最能相配的茶與泉。張岱鑽研各種美食的烹調方法，喜愛賞燈，會尋訪造燈的巧匠，舉辦燈展。他有各種癖好，十分沉迷。他曾迷上彈琴，十九歲時說服六位親友跟他一同學琴，又拜各家名師學藝，勤加練習，能奏出古拙之音，有時會與琴師和同學在眾人前合奏。廿五歲，張岱迷上鬥雞，與同好創立鬥雞社:18-20。他和二叔張聯芳鬥雞，以古董、書畫為賭注。戒了鬥雞後，他迷上看蹴踘。他又喜愛玩骨牌，甚至自己設計紙牌:21-22。張岱善狎名妓，南京藝妓中最欣賞王月生，常與她出南京城遊歷燕子磯等名勝，並為她作詩。張岱很欣賞南京說書人柳敬亭的演出:28-30，曾聽柳敬亭說《水滸傳》「武松打虎」，覺得其演繹比小說原著更精采動人，細節戲劇化，使人聽得如痴如醉:1286。
張岱喜愛出遊，少年時在紹興城內龐公池附近讀書，會在池中備有小舟，興致一來就乘船外出，進入縱橫交錯的溪流。他在西湖賞月時，特別愛看賞月之人:23-24。張岱曾遊覽泰山，當天天色欠佳，大霧彌漫，張岱希望等雲霧散去，得識泰山真面目，但導遊和轎夫都堅持下山。第二天張岱想再上山，但導遊拒絕，因習俗認為再一次登山是不祥的，張岱自行找轎夫上山，這次終於在天朗氣清下看到壯麗景致:86-87。他喜愛賞雪景，有次在西湖賞雪，見「湖上影子，惟長堤一痕，湖心亭一點，與余舟一芥，舟中人兩三粒而已。」他也喜歡狩獵，他曾身穿戎裝策馬出城，姬侍隨行，隨從騎馬，帶同獵犬獵鷹，次日才歸家，設宴與親戚分享獵物:22-23、25。張岱甚愛看戲，精研唱腔、身段和扮相，花了不少金錢和力氣搬演好戲。其家族中有多人都養戲班，張岱自己也不例外，請伶人在賓客前演唱。在自己戲班裏，他最喜歡女伶劉暉吉，覺得她唱功奇絕，擅長反串，獨樹一格:21、30-32。他曾帶同戲班出遊，晚上路過江北大運河畔的金山寺，當地是宋朝名將韓世忠擊退金兵的地方，張岱就在寺中大殿叫伶人演出韓世忠退金人的戲，一時間鑼鼓喧囂，通宵演唱:34。

## 宗教
張岱母親陶氏誠心拜佛，他年幼時隨母親到杭州高麗寺、紹興城東曹山庵禮佛進香:61-62、16。張岱並不篤信佛教，但會拜佛、上香、布施，喜愛遊覽各地著名佛寺，如杭州靈隱寺、天竺寺、高麗寺，寧波阿育王寺，南京靈谷寺、棲霞寺等。有時他當寺院是士人聚會交談的地方:45-47、50。他對佛教儀式特別感興趣，常在佛教節日與家人到寺院參習佛教儀式:45，每年春天都參加杭州昭慶寺的廟會。他對佛教有相當認識，但不算深入:47。1638年，他到寧波海上的普陀山，參觀當地四月初三的觀音誕，進香期間一多月，他都謹守持齋戒律:88-90，在普陀島，他對百姓盲目而單純的信仰感到驚奇:53。同年，張岱與友人秦一生往寧波阿育王寺，自稱從寺內所藏的佛舍利子，看到一尊白衣觀音小像顯形:96。明亡後，張岱曾剃光頭，隱居在與世隔絕的山寺中；晚年在紹興山中建成一座小茅庵，請庵中僧人為他祈佛，死後為他祭奠:50、52。
張岱也會祈神禱雨。紹興當地曾發生旱災和饑荒，張岱跟從村民的決定，祈求《水滸傳》中的人物相助，因「水滸傳」書名就是個吉兆。張岱四出尋找相貌外形類似《水滸傳》故事角色的人物，終於找了三十六人來紹興城扮演李逵、林沖、武松等等。張岱認為，梁山泊108個好漢都是天罡地煞，可以協助乞雨:118-119。外母去世前，張岱曾為她到祠堂祝禱，也向東岳泰山之神祈求。此外，張岱讀過一些天主教著作，寫過一篇論利瑪竇的文章:76、93。

## 評價
時人祁彪佳稱讚張岱文筆洗練，說自己用二百字才能說完的事，張岱只需二十餘字即可盡述:97。祁豸佳則稱讚張岱小品文兼集眾家的優點，「有酈道元之博奥，有劉同人之生辣，有袁中郎之倩麗，有王季重之詼諧，無所不具一種空靈晶映之氣」。清人王介臣指張岱文氣「雄渾」:263；伍崇曜把《陶庵夢憶》與孟元老《東京夢華錄》、吳自牧《夢粱錄》相提並論:274。20世紀初期，劉鑑泉視張岱散文為近世新文藝的源頭。現代學者往往視張岱為晚明以來反對擬古、提倡性靈小品之文學潮流的代表人物:263。

## 延伸閱讀
- 賴玲華. . 《嶺東通識教育研究學刊》. 2010, 3 (4): 129–146  [2024-09-28] （中文（繁體））.
- 張則桐. . 《古今藝文》. 2004, 31 (1): 44–49  [2024-09-28] （中文（繁體））.
- 張則桐. . 《中國文化月刊》. 2006, 304: 88–99  [2024-09-28]. （原始内容存档于2022-08-17） （中文（繁體））.